# Haigneville
Haigneville – miejscowość i gmina we Francji, w regionie Grand Est, w departamencie Meurthe i Mozela.
Według danych na rok 1990 gminę zamieszkiwało 30 osób, a gęstość zaludnienia wynosiła 11 osób/km² (wśród 2335 gmin Lotaryngii Haigneville plasuje się na 1015. miejscu pod względem liczby ludności, natomiast pod względem powierzchni na miejscu 1193.).